# Johann Nepomuk Czermak
Johann Nepomuk Czermak (Praga, 17 giugno 1828 – Lipsia, 16 settembre 1873) è stato un fisiologo austriaco naturalizzato tedesco.

## Biografia
Studiò a Praga, Vienna, Breslavia e Würzburg. A Breslavia fu fortemente influenzato dall'opera del fisiologo Jan Evangelista Purkyně (1787-1869). Fu professore presso l'Università di Graz nel 1855 e lavorò in diverse università europee, tra cui Cracovia (1856/57) e Lipsia (dal 1869). Proprio prima della sua morte nel 1873, fondò un istituto fisiologico a Lipsia chiamato "Spectatorium". Czermak era membro dell'Accademia austriaca delle scienze.

### Contributi
Czermak è ricordato per i suoi contributi fatti nel campo della laringeologia. Insieme al neurologo Ludwig Turck (1810-1868), è accreditato per l'introduzione del laringoscopio, nel campo medico. Il laringoscopio fu creato dallo spagnolo Manuel Garcia (1805-1906) nel 1854, Czermak apportò delle modifiche al dispositivo e da qui diventò molto popolare. Czermak è anche accreditato per aver adattato lo strumento che guarda il naso e e la faringe.
Il suo nome è associato alla "pressione vagica di Czermak. Condusse anche una ricerca sulla localizzazione spaziale della sensibilità cutanea e dimostrò l'influenza del nervo simpatico in relazione all'escrezione della saliva. Inoltre, contribuì alla comprensione di un disturbo che in seguito sarebbe conosciuto come Sindrome di von Hippel-Lindau.

## Opere principali
- Physiologische Studien, three parts, Wien 1854/55 - Physiological studies.
- Über das Verhalten des weichen Gaumens beim Hervorbringen der reinen Vocale, Wien 1857.
- Der Kehlkopfspiegel und seine Verwerthung für Physiologie und Medizin. Eine Monographie, Leipzig 1860.
- Gesammelte Schriften, two volumes, Leipzig 1879 - Collected writings.